# Sandro Wieser
 (août 2025).
Pour les articles homonymes, voir Wieser.
Sandro Wieser, né le 3 février 1993 à Vaduz au Liechtenstein, est un footballeur international liechtensteinois. Il joue au FC Vaduz au poste de milieu de terrain.

## Biographie

### En club
Sandro Wieser commence sa carrière au FC Triesen puis est transféré au FC Vaduz. En 2006, il continue sa carrière au FC Bâle où il joue avec les moins de 16 ans, les moins de 18 ans et les moins de 21 ans. Il signe son premier contrat professionnel le jour de ses 18 ans qui le lie avec le FC Bâle jusqu'au 30 juin 2015. Son premier match professionnel est le 20 mars 2011 contre le Grasshopper Club Zurich.
Le 18 août 2016, il rejoint Reading.

### En équipe nationale
Sandro Wieser est international en moins de 21 ans. Il est appelé pour la première fois, en équipe duLiechtenstein en 2009 et fait ses débuts le 11 août 2010, contre l'Islande.

## Palmarès
- Champion de Suisse en moins de 18 ans : 2009-2010
- Champion de Suisse : 2011